# Haskell County, Texas
Haskell County är ett administrativt område i delstaten Texas, USA, med 5 899
invånare (2010). Den administrativa huvudorten (county seat) är Haskell.

## Geografi
Enligt United States Census Bureau har countyt en total area på 2 357 km². 2 339 km² av den arean är land och 18 km² är vatten.

### Angränsande countyn
- Knox County - norr
- Throckmorton County - öster
- Shackelford County - sydost
- Jones County - söder
- Stonewall County - väster

### Städer och samhällen
- Haskell (huvudort)
- O'Brien
- Paint Creek
- Rochester
- Rule
- Stamford (delvis i Jones County)
- Weinert